# Lý Tiểu Đông
Lý Tiểu Đông (sinh năm 1977 hoặc 1978) là một doanh nhân người Singapore gốc Hoa và là người sáng lập Shopee và Garena. Anh lấy bằng kỹ thuật từ Đại học Giao thông Thượng Hải, và bằng MBA từ Trường Kinh doanh Sau đại học Stanford.